# おまえがパラダイス
「おまえがパラダイス」は、日本の歌手である沢田研二の32枚目のシングルである。
1980年12月23日にポリドール・レコードより発売された。

## 解説
- テレビ番組などで歌う際は、歌いながらバックバンドのギタリストである柴山和彦の髪をかきむしるパフォーマンスを行っていた。
- イントロ及び編曲にはビートルズの『オー!ダーリン』の伴奏に当たる旋律を繰り返し引用している。

## 収録曲
1. おまえがパラダイス
  - 作詞：三浦徳子／作曲：加瀬邦彦／編曲：伊藤銀次
2. クライマックス
  - 作詞：糸井重里／作曲：沢田研二／編曲：伊藤銀次

## カバー
- 2014年 - 吉井和哉（カバーアルバム『ヨシー・ファンクJr. 〜此レガ原点!!〜』）